# Tiefenfucha
Tiefenfucha ist eine Ortschaft und eine Katastralgemeinde der Marktgemeinde Paudorf in Niederösterreich.

## Geschichte
1083 wurde Tiefenfucha zum ersten Mal unter dem Namen Fuchowa urkundlich erwähnt. Im Mittelalter gehörte der Ort Tiefenfucha zu den Herrschaftsgebieten des Schlosses Wolfsberg. Stift Göttweig erwarb in den darauffolgenden Jahren einige Besitztümer. 1800 verkaufe das Stift Göttweig Schloss Wolfsberg, aber behielt die Besitztümer in Tiefenfucha, unter anderem die Ziegelei bis zur Grundablöse 1848.
Im Jahr 1848 wurde ein Ton- und Kohlebergwerk eröffnet, das bis 1964 bestand. 1877 wurde die Volksschule mit 90 Kindern aus den Nachbarorten eröffnet, sie bestand bis 1903. 1895 wurde dann die Freiwillige Feuerwehr auf Anregung durch Baron Constantin von Popp gegründet. Die Ortskapelle in Tiefenfucha wurde 1781 erbaut und 1896 fast vollständig erneuert. In einer 1978 in der Turmkuppel gefundenen Schrift wird der Nachwelt übermittelt, dass 1706 der damalige Dorfrichter Stefan Gößwein die Bewohner zusammenrufen ließ und den Antrag zur Errichtung einer Kapelle oder eines Bethauses stellte. Der Bau wurde auch sogleich begonnen und wahrscheinlich in Holzbauweise hergestellt. Es muss dies aber schon die zweite Kapelle gewesen sein, die da gebaut wurde, da es in der hinterlassenen Nachschrift weiter heißt: „Damit Ihr teuren Nachfolger auch nach unserem Beispiel nachfolget, da wir in der größten Armut das 2. Mal die Kapelle erbaut und einen Turm und 2 Glocken …“.
Die 1896 fast vollständig erneuerte Kapelle wurde am 30. Mai 1897 eingeweiht, am 27. Juni 1897 fand um 8.00 Uhr die erste hl. Messe nach der Generalsanierung statt.
Das Kriegerdenkmal für die Opfer des Ersten Weltkrieges wurde am 24. Juli 1921 enthüllt und eingeweiht und dient heute der Würdigung der Opfer beider Weltkriege.
Seit 15. April 1784 gehört Tiefenfucha zur Pfarre Brunnkirchen.
Die Anzahl der Häuser nahm laufend zu, 1795 waren es 36, 1883 waren es 47 und 1981 standen 82 Häuser. Wenn sich die Häuser innerhalb eines Zeitraumes von 180 Jahren mehr als verdoppelt haben, blieb die Einwohnerzahl doch fast gleich. Im Jahr 1795 gab es 202 Einwohner, 1981 276 Personen, die in Tiefenfucha wohnten.
Schon 1896 wurde auf Veranlassung von Baron Freiherrn von Popp das Telefon nach Tiefenfucha verlegt. Weder die Gemeinde noch andere hatten die Mittel für die Anschaffung eines Telefonapparates.
Die Bachregulierung wurde 1896 durch den Ort vorgenommen und 1897 ein Abzugsgraben durch die Gärten gemacht.
Mitte 1920 erhielt der Ort Tiefenfucha elektrisches Licht eingeleitet. Die Straßenbeleuchtung wurde jedoch erst am 30. Oktober 1937 installiert und zwar mit vier Lampen an den Straßenbiegungen. Der im Jahr 1927 zugeschüttete Gemeindebrunnen wurde 1935 wieder ausgegraben.
Laut Adressbuch von Österreich waren im Jahr 1938 in der Ortsgemeinde Tiefenfucha ein Gastwirt, zwei Gemischtwarenhändler, ein Schuster und zwei Trafikanten ansässig. Weiters gab es eine Formsandgewinnung für Eisengießereien und ein Bergwerk der Steirischen Magnesitwerke AG.
Im Jahr 1964 wurden die letzten Straßenteile staubfrei gemacht.
Tiefenfucha hatte laut der Volkszählung vom 15. Mai 2001 damals 270 Einwohner.
Zum 1. Jänner 1971 erfolgte die Eingliederung der Gemeinden Höbenbach, Krustetten und Tiefenfucha als Katastralgemeinden in die Gemeinde Paudorf.

## Persönlichkeiten
- Hans Sisa, Maler, Bildhauer und Opernsänger, lebt und arbeitet in Tiefenfucha